# Мёллер, Герман Джозеф
Герман Джозеф Мёллер (англ. Hermann Joseph "H. J." Muller; 21 декабря 1890, Нью-Йорк — 5 апреля 1967, Индианаполис) — американский генетик, ученик Томаса Ханта Моргана, лауреат Нобелевской премии по физиологии и медицине (1946). Наиболее известен своими работами в области мутагенного действия рентгеновских лучей и радикальными политическими взглядами.
Член Национальной академии наук США (1931), иностранный член Лондонского королевского общества (1953), член-корреспондент Академии наук СССР (1933—1949, с 1990). 24 сентября 1948 года направил в адрес АН СССР письмо с отказом от звания в знак протеста против преследования генетики в СССР, в январе 1949 года был лишён звания, в 1990 году звание восстановлено.

## Открытие мутагенного воздействия рентгеновского излучения
В течение 1926 года Мёллер совершил несколько важных открытий. В ноябре он провёл два эксперимента с различными дозами рентгеновского излучения. Во второй серии он скрещивал дрозофилы с супрессорными мутациями, которые он получил в 1919 году. В результате этих экспериментов он заметил чёткую количественную зависимость между радиацией и летальными мутациями. Выступление Мёллера под названием «Проблемы генетической модификации» на Пятом международном Генетическом Конгрессе в Берлине вызвало сенсацию в прессе. К 1928 году его результаты были подтверждены с использованием других модельных организмов — ос и кукурузы. После этого учёный начал кампанию о возможной опасности радиационного облучения, например, у врачей-рентгенологов.
Вместе с международной репутацией Мёллера росла и его лаборатория, пока не произошла Великая депрессия. Он склонялся к левым убеждениям ещё с детства: «В 1906 г. началась наша дружба с Эдгаром Альтербургом, бывшим тогда моим одноклассником… Мы постоянно и очень горячо спорили с ним по тем вопросам, где наши мнения не совпадали, и в результате этих споров ему удалось сделать меня сторонником атеизма… и приверженцем дела социальной революции». После краха фондового рынка Мёллер ещё более разочаровался в капиталистическом обществе. В его лаборатории работали командированные из СССР, он помогал редактировать и распространять нелегальную левую студенческую газету под названием «Спарк» («Искра»).
Это было тяжёлое время в жизни Мёллера, как в профессиональном, так и в личном плане: его брак был на грани развала и он был недоволен жизнью в Техасе. Из-за переутомления и нарастающих финансовых затруднений, вызванных кризисом, он даже пытался покончить жизнь самоубийством в 1932 году. Тем временем евгеническое движение набирало силу, не в последнюю очередь на основе его работ, которые открыли новые связи между окружающей средой и генетическим материалом, что означало уменьшение влияния его идей на эволюцию человека.

## Работа в Европе и СССР
В сентябре 1932 года Мёллер переехал в Берлин, чтобы работать в лаборатории русского генетика Тимофеева-Ресовского. Эта поездка задумывалась как относительно короткая командировка, но она растянулась на восемь лет, а Мёллер побывал в пяти странах. В Берлине он встретил двух физиков, которые позже сыграли важную роль в развитии биологии — Нильса Бора и Макса Дельбрюка. Усиление нацистского движения вызвало эмиграцию большого числа талантливых учёных, а Мёллер был настроен категорически против национал-социалистов. Однако возвращаться в США он не мог из-за претензий к его социалистическим убеждениям и участию в издании левой студенческой газеты, поэтому Мёллер решил обосноваться в Советском Союзе.
Впервые Россию Мёллер посетил ещё в 1922 году по приглашению Николая Вавилова и, несмотря на свой антисталинизм, он продолжал считать, что СССР движется к бесклассовому обществу, где генетические и евгенические исследования станут возможными на новом уровне. В 1933 году Мёллер с женой и сыном переехал в Ленинград. С собой в Институт генетики он привёз коллекцию дрозофилы и оборудование, необходимое для работы. В 1934 году Институт переехал в Москву.
В Советском Союзе Мёллер с 1934 по 1938 год руководил большой и успешной лабораторией (лаборатория проблем гена и мутагенеза Института генетики АН СССР), которая в числе прочего занималась и медицинской генетикой. Большая часть его работы была связана с радиационной генетикой. В Москве же он завершил написание евгенической книги «Выход из мрака» (Out of the Night). Однако к 1936 году политика Сталина и развитие «агробиологического» направления в советской биологии под руководством Т. Д. Лысенко привело к ухудшению условий жизни и работы Мёллера. Мёллер и некоторые советские учёные пытались противостоять самоуправству Лысенко и его ламаркистской теории эволюции. После того, как Сталин прочитал перевод книги Мёллера по евгенике и составил о ней неблагоприятное мнение, Мёллеру, которому об опасности дальнейшего нахождения в стране говорил Н. И. Вавилов, пришлось покинуть Советский Союз.
Мёллер со своей коллекцией, которая насчитывала приблизительно 250 линий дрозофилы, переехал в Эдинбург в сентябре 1937 года, после короткого периода работы в Мадриде и Париже. В частности, в Мадриде он находился, чтобы оказать помощь Испанской республике в гражданской войне. В 1938 году, когда стало ясно, что война в Европе неизбежна, он начал искать постоянную работу в США. Седьмой Генетический Конгресс состоялся в Эдинбурге в 1939 году, в том же году Мёллер написал «Генетический манифест» в ответ на вопрос «Как наиболее эффективно можно улучшить с генетической точки зрения население Земли?». В это же время он участвовал в дискуссии с Ричардом Голдсмитом о существовании генов, относительно которых в то время не было прямых доказательств.

## Дальнейшая карьера
После возвращения Мёллера в США в 1940 году он получил временную исследовательскую должность в Амхерстовском колледже. После вступления США во Вторую мировую войну его контракт был продлён, а затем он стал и преподавать. Его исследования генетики дрозофилы были в области измерения спонтанных (а не индуцированных радиацией) мутаций.
Вручённая Мёллеру в 1946 году Нобелевская премия («За открытие появления мутаций под влиянием рентгеновского облучения»), в свете последствий атомной бомбардировки Хиросимы и Нагасаки, способствовала повышению обеспокоенности мировой общественности возможными последствиями ядерной войны. Учёный активно включился в антивоенное движение. В 1955 году Мёллер был в числе одиннадцати деятелей науки, подписавших Манифест Рассела-Эйнштейна, который предшествовал созданию Пагуошского движения. В 1958 году он поддержал предложенную ООН другим Нобелевским лауреатом Лайнусом Полингом петицию, призывавшую наложить мораторий на испытания ядерного оружия.
Член Американской академии искусств и наук (1963).

## Прочие факты
- Герман Джозеф Мёллер — двоюродный дядя писательницы-фантастки Урсулы Ле Гуин
- Астрофизик Карл Саган некоторое время работал в лаборатории под началом Г. Дж. Мёллера